# Sophophora
Drosophila (Sophophora) Sturtevant, 1939, es un subgénero de Insecta del género Drosophila (Diptera: Drosophilidae).
En 1939, el subgénero parafilético Sophophora del género Drosophila, fue primero descrito por Alfred Sturtevant, conteniendo la más conocida especie de drosofílido: 
- Drosophila melanogaster.

Sophophora se traduce como cargador (phora) de cordura (sophos). 
El subgénero es parafilético porque el género Lordiphosa y la especie Hirtodrosophila duncani están también colocados dentro de este subgénero.

## Filogenia
Actualmente, se reconocen diez grupos de especies en dos grupos principales del Nuevo Mundo y del Viejo Mundo
Viejo Mundo:
- Grupo de especies melanogaster (65 especies, incluyendo a D. melanogaster y D. simulans)
- montium Grupo de especies (88)
- ananassae Grupo de especies (24)
- obscura Grupo de especies (44)
- dentissima Grupo de especies (17)
- fima Grupo de especies (23)
- dispar Grupo de especies (2)
- settifemur Grupo de especies (2)

Nuevo Mundo:
- saltans Grupo de especies (21)
- willistoni Grupo de especies (23)

Desconocido:
- populi Grupo de especies (2)